# James Douglas Ogilby
James Douglas Ogilby (* 16. Februar 1853 in Belfast, Irland; † 11. August 1925 in Brisbane, Australien) war ein irischstämmiger australischer Zoologe und Ichthyologe.

## Leben
James Douglas Ogilby wurde am 16. Februar 1853 in Belfast geboren. Sein Vater war der angesehene Barrister und Naturforscher William Ogilby, seine Mutter Adelaide Charlotte Douglas. Er hatte sechs Geschwister. James Douglas erhielt eine Ausbildung am Winchester College in England und am Trinity College (Dublin).
1874 bis 1876 verfasste er Arbeiten über irische Fische und Vögel, er arbeitete für das British Museum und verbrachte einige Zeit in Texas. Aus dieser Zeit resultiert ein von ihm erstellter Katalog der Vögel von Navarro County. 1884 heiratete Ogilby die Bürgerliche Mary Jane Jameson gegen den Willen seiner Mutter und wanderte nach Australien aus, wo er ab 1885 als wissenschaftlicher Assistent am Australian Museum in Sydney arbeitete. Dort verfasste er Arbeiten über Säugetiere, Reptilien und vor allem Fische. 1887 wurde James Douglas Ogilby zum Mitglied der Linnean Society of London ernannt. 1890 wurde er wegen wiederholter Trunkenheit bei der Arbeit entlassen.
Ogilby arbeitete daraufhin auf Auftragsbasis. Er veröffentlichte 1892 den Catalogue of Australian Mammals und 1893 Edible Fishes and Crustaceans of New South Wales. Zwischen 1885 und 1899 veröffentlichte er insgesamt mehr als 80 wissenschaftliche Arbeiten, darunter 22 gemeinsam mit Edward Pierson Ramsay in den Proceedings der örtlichen Linné-Gesellschaft.
Um 1903 wechselte Ogilby als angestellter Ichthyologe zum Queensland Museum nach Brisbane. Von 1913 bis 1916 veröffentlichte er eine Serie von Artikeln über die Speisefische von Queensland und war eine Zeit lang Mitglied der Royal Society of Queensland.
James Douglas Ogilby starb am 11. August 1925 und wurde auf dem Friedhof von Toowong beigesetzt. Die Amateur Fishermen's Association of Queensland, deren ehrenamtlicher Kurator er für einige Jahre war, errichtete das J. Douglas Ogilby Cottage auf Bribie Island.
Obwohl überwiegend Taxonomist, waren seine Arbeiten auch von hoher kommerzieller Bedeutung. Seine Forschungen wurden von Kollegen (wie dem amerikanischen Ichthyologen David Starr Jordan) als sehr hochwertig eingestuft. Zu Ehren Ogilbys wurden gut ein Dutzend Fischarten benannt.